# 佐神良
佐神 良（さがみ りょう、1966年 - ）は、日本の小説家。神奈川県生まれ。2003年7月、『S.I.B セーラーガール・イン・ブラッド』でデビューした。
デビュー作は、光文社の新人発掘企画「KAPPA-ONE登龍門」2nd Seasonの選考を通過したもので、刊行時の帯には岩井志麻子による推薦の辞が書かれていた。同じくKAPPA-ONE第2期でデビューした作家に相原大輔と浅田靖丸がいる。

## 作品リスト
- S.I.B セーラーガール・イン・ブラッド （2003年7月、光文社 カッパ・ノベルス）ISBN 978-4334075309
- 僕らの国 （2005年12月、光文社）ISBN 978-4334924805
- 疾駆する蒼 ブルー （2007年4月、講談社ノベルス）ISBN 978-4-06-182524-6